# Восстание Хмельницкого

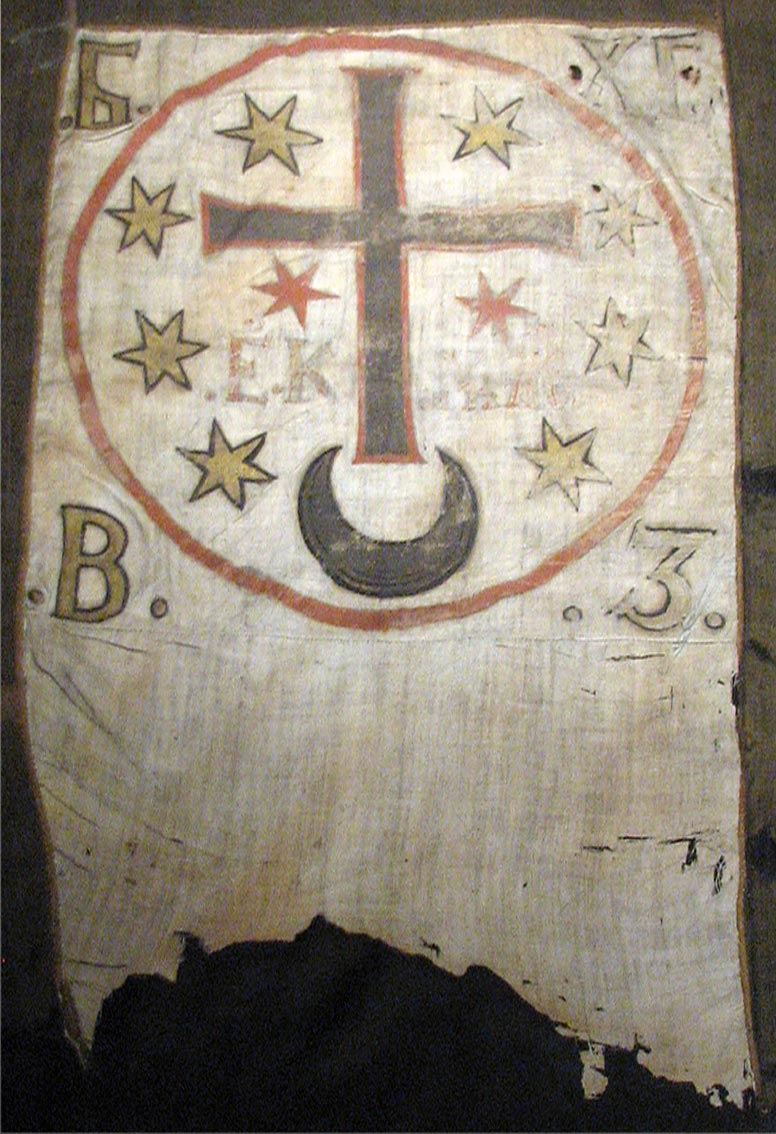
Хоругвь Богдана Хмельницкого. Утрачена в Берестецкой битве. Хранится в, Эстермальм, Стокгольм, Швеция.

Восстание Хмельницкого (укр. Повстання Хмельницького или укр. Хмельниччина, также используются другие названия) — широкомасштабное вооружённое восстание казаков Войска Запорожского против правительства Речи Посполитой, поддержанное восточнославянскими православными крестьянами и мещанами (горожанами), а также духовенством. Охватило земли Запорожской Сечи (большая часть междуречья Южного Буга и Днепра), значительную часть Малопольской провинции Короны Польской (преимущественно Киевского, Черниговского, Брацлавского и Подольского воеводств), а также (до 1651 года) Великого княжества Литовского — Минское, Берестейское, Мстиславское и Смоленское воеводства. Велось под лозунгами освобождения от социального, национального и религиозного гнёта.
Возглавил восстание гетман низовых запорожских казаков и полковник Войска Запорожского Богдан Хмельницкий. Активное участие в восстании также принимали крымские татары, которые поддерживали Хмельницкого до 1651 года. Войне запорожцев с польской Короной сопутствовал переменный успех, она включала в себя как победы (Жёлтоводская, Корсунская, Пилявецкая, Батогская битвы) казаков и татар, так и поражения (особенно в 1649 году под Лоевом и частично в 1651 под Берестечком). После заключения Переяславского договора в 1654 году и добровольного перехода Гетманщины в подданство Русского царства восстание переросло в русско-польскую войну 1654—1667 годов.
В качестве даты окончания восстания советская историография указывала 1654 год — год заключения Переяславского договора. В современной научной и учебной литературе окончание восстания чаще всего связывают со смертью Богдана Хмельницкого в 1657 году, резкой сменой политического курса новым гетманом Иваном Выговским и началом Руины. Некоторые историки (в частности В. Смолий и В. Степанков) придерживаются мнения, что восстание закончилось в 1676 году, после поражения и отречения гетмана Петра Дорошенко:153.
События войны, которая была спровоцирована восстанием Хмельницкого, а также её отдалённые результаты привели к трагическим последствиям для населения Украины, Польши и Беларуси. Восстание сопровождалось уничтожением значительной части еврейского населения страны, в которой была сосредоточена наиболее многочисленная и образованная община мирового еврейства, что оказало глубокое влияние на весь еврейский мир.
События войны, начатой восстанием Хмельницкого, стали основой для формирования украинской национальной мифологии, которая значительно позже была идеологически сформулирована в «Истории русов» неизвестного автора, написанной в конце XVIII века и впервые опубликованной в 1846 году. На содержание мифа наложила отпечаток личность Богдана Хмельницкого как беспощадного правителя, успешного дипломата и полководца. В XX веке Хмельницкий стал национальным героем украинского народа.

## Название
В советской и части постсоветской, в том числе российской и украинской, историографии восстание называется также «Освободительной войной украинского народа» (в числе прочих оно используется Большой советской энциклопедией и Большим энциклопедическим словарём). Согласно данным Большой российской энциклопедии называется как «Национально-освободительная война Богдана Хмельницкого и Освободительная война украинского и белорусского народов». Энциклопедия «Британника» называет его «англ. The Khmelnytsky insurrection», что можно перевести как «Восстание Хмельницкого». В украинской историографии (в том числе в Энциклопедии истории Украины и Энциклопедии украиноведения) это восстание также называют «Национальной революцией», «Украинской национальной революцией XVII века» и «Хмельнитчиной».

## Причины
Усиление политического влияния «шляхетской олигархии» и феодальная эксплуатация со стороны польских магнатов особенно проявились на территории Юго-Западной Руси.
Путём насильственных захватов земель были созданы огромные латифундии таких магнатов, как Конецпольские, Потоцкие, Калиновские, Замойские и другие. Так, Станиславу Конецпольскому на одной Брацлавщине принадлежало 170 городов и местечек, 740 сёл. Он же владел обширными землями на левобережье Днепра. Одновременно росло и крупное землевладение русского дворянства, которое к этому времени принимает католическое вероисповедание и ополячивается. К их числу принадлежали Вишневецкие, Кисели, Острожские и др. Князьям Вишневецким, предки и родственники которых (Дмитро Вишневецкий, Глинские, Ружинские, Дашкевичи) были среди основателей и первых атаманов Войска Запорожского Низового, например, принадлежала почти вся Полтавщина с 40 тысячами крестьянских и городских дворов, Адаму Киселю — огромные поместья на Правобережье и т. д.
Всё это сопровождалось ростом крестьянских повинностей, ущемлением их прав и религиозным угнетением в связи с принятием церковной унии и подчинении церкви Римскому престолу. Французский инженер Боплан, который с начала 1630-х годов до 1648 года находился на польской службе, в частности, отмечал, что крестьяне там чрезвычайно бедны, они вынуждены отдавать своему пану всё, что тот захочет; их положение «хуже, чем положение галерных невольников».
Предтечей войны стали многочисленные бунты и восстания казаков в 1620-х — 1630-х годах, вызванные реакцией на несправедливую политику руководства Речи Посполитой, в том числе:
- Восстание Жмайло 1625 года
- Восстание Федоровича 1630 года
- Восстание Сулимы 1635 года
- Восстание Павлюка 1637 года
- Восстания Остряницы и Гуни 1638 года

Почти все эти восстания были подавлены, часто с помощью предательства во время мирных переговоров. В ответ на просьбы казаков уменьшить гнёт и остановить несправедливую политику гнёт только усиливался. Так в 1638—1648 годах в период «золотого покоя», представители православного населения были практически полностью исключены даже из средних эшелонов власти, что только усилило недовольство основной массы народа.

### Повод
Поводом к началу восстания стал конфликт между поляками и Хмельницким. Агенты чигиринского старосты во главе с подстаростой Данилом Чаплинским отняли у реестрового полковника Войска Запорожского Богдана Хмельницкого хутор Суботов, разорили хозяйство, по некоторым сведениям насмерть засекли его десятилетнего сына (в других вариантах, избили до полусмерти) и увезли женщину, с которой он жил после смерти жены. Хмельницкий начал искать суда и управы на эти бесчинства, но польские судьи нашли, что он не был обвенчан должным образом, а нужных документов на владения Суботовым не имел. Затем Хмельницкий отправился к Чаплинскому для выяснения отношений, но как «подстрекатель» был брошен в старостинскую тюрьму, из которой его освободили друзья. Личное обращение к польскому королю, которого Хмельницкий знал по прежним временам, оказалось безуспешным. Документов о содержании их беседы не обнаружено, но, по легенде, король ответил так: «У тебя есть твоя сабля…», намекая на известное право шляхтичей Речи Посполитой решать споры силой оружия. Хмельницкий отправился на Низ (острова ниже Запорожской Сечи, которая была тогда под контролем Польши), где быстро собрал отряд охотников свести счёты с поляками. С их помощью Богдан поднял казаков всей Сечи.

## Начало восстания

### Подготовка
В январе 1648 года Богдан Хмельницкий отправился в Сечь, где 24 января был избран гетманом. На пути в Сечь полковник собрал небольшой отряд, который даже сумел захватить польский гарнизон. В Сечь хлынул поток добровольцев отовсюду — в основном крестьян — для которых гетман организовал «курсы» военной подготовки, в ходе которых опытные казаки обучали добровольцев рукопашному бою, фехтованию, стрельбе и основам военной тактики.
Главной проблемой Хмельницкого в плане подготовки к восстанию было отсутствие конницы. В этом вопросе гетман рассчитывал на союз с крымским ханом. В результате переговоров Ислам III Гирей направил казакам в помощь несколько тысяч татарских всадников.
Восстание разрасталось с большой скоростью. Уже в феврале великий гетман коронный (военный министр) Польши Николай Потоцкий докладывал королю Владиславу, что «не было ни одной деревни, ни одного города, в котором не раздавались бы призывы к своеволию и где бы не замышляли на жизнь и имущество своих панов и арендаторов». Потоцкий и его заместитель, польный гетман коронный Мартын Калиновский возглавили карательное войско против повстанцев.

### Первые победы казаков
22 апреля 1648 года войско Богдана Хмельницкого вместе с присоединившейся к нему крымскотатарской ордой Тугай-бея начало свой поход, выдвинувшись из Сечи в пределы Речи Посполитой.
Навстречу крымско-казацкому войску двинулся сын Николая Потоцкого — Стефан со своим отрядом. Армия Стефана Потоцкого проходила вглубь степи и не встречала сопротивление. 6 мая 1648 года Хмельницкий напал на неё всем своим войском и наголову разбил польское войско под Жёлтыми Водами. Битва под Жёлтыми Водами стала первым существенным достижением восстания.
После победы войско Хмельницкого направилось на Корсунь, однако поляки опередили повстанцев, напали на город, разграбили его, вырезали часть населения. Хмельницкий решил нагнать коронное войско, и 15 мая 1648 польская армия во главе с Николаем Потоцким и Мартыном Калиновским попала в засаду недалеко от Корсуня (на Гороховой Дубраве) и потерпела полное поражение. В ходе Корсунской битвы почти двадцатитысячное королевское войско было уничтожено казацко-татарской армией.

### Первые результаты восстания
Военный успех восставших имел серьёзные социальные и политические последствия. На территории Украины началось массовое изгнание поляков и евреев, сопровождавшиеся показачиванием крестьян. Богдан Хмельницкий, поднявший это восстание, теперь не знал, как с ним справиться. 20 мая 1648 года в Варшаве умер король Владислав IV. Король Владислав IV отличался веротерпимостью и хорошим отношением к казакам, оказавшим значительные услуги лично ему в Московском походе 1616—1618 годов, и в целом Речи Посполитой в битве под Хотином в 1621 году. Именно он поставил свою печать под «Статьями успокоения обывателей Короны и Великого княжества Литовского русского народа, исповедующих греческую религию». Эти статьи сильно облегчали положение православного населения Польши и способствовали тому, что представители казачества и духовенства в своё время голосовали за избрание королём именно Владислава, носившего к тому же титул Великого князя Московского с 1610 года. Смерть Владислава практически лишала казачью верхушку шансов на удовлетворение их требований или на амнистию в случае поражения восстания. Уже 8 июня 1648 года Хмельницкий отправил русскому царю письмо с просьбой о покровительстве. Однако в России о желании запорожцев перейти в подданство русского царя было объявлено только на Земском соборе 1651 года. Начался период «междуцарствия», который сыграл свою весомую роль в дальнейших событиях. Когда зимой 1648/1649 годов наступило перемирие, в сознании участников восстания появилась идея государственности.

## Завершение первого этапа войны

### Освободительное движение повстанцев
На протяжении всего лета 1648 года повстанческое войско в союзе с татарами почти беспрепятственно продолжало освобождать территории от польского присутствия. К концу июля казаки выбили поляков из Левобережья, а в конце августа, укрепившись, освободили три правобережных воеводства: Брацлавское, Киевское и Подольское.
Повстанцы также действовали севернее (на территории современной Беларуси). Там они заявили о себе погромами шляхетских имений у Поповой горы, Речицы, Брагина. Далее в Мозыре и его окрестностях вспыхивает восстание. После победы казаки заняли Мозырь, а затем — Туров. Далее армия Януша Радзивилла пошла в наступление и потерпела поражения под Речицей и Горволем. После этого казачий полковник Ян Соколовский пошёл на Слуцк, однако город не взял из-за скоро прибывшего подкрепления, которое помогло отбить штурм города. После восставшие захватили Бобруйск, где горожане подняли бунт во время штурма. Князь Григорий Друцкий-Горский контратаковал позиции повстанцев, но затем был вынужден отступить под угрозой окружения. Далее восставшие захватили Брест. Большая часть южной и половина восточной современной Беларуси оказалась под их контролем.

### Письмо Хмельницкого царю Алексею Михайловичу

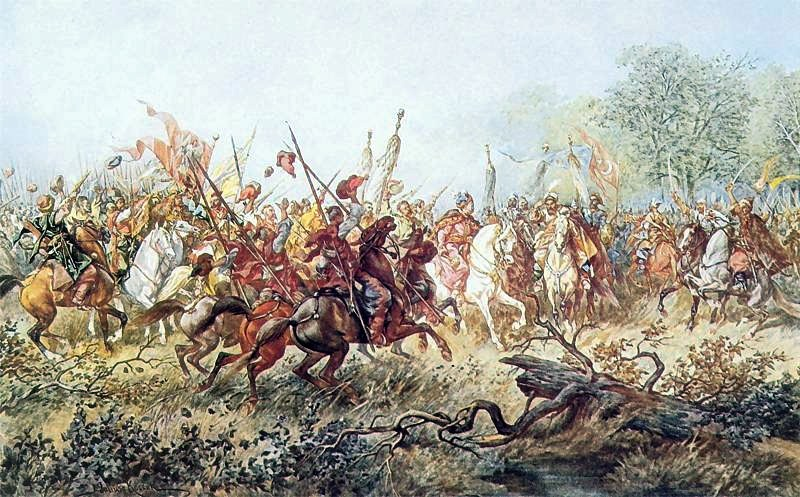
Юлиуш Коссак. «Встреча Хмельницкого с Тугай-беем». 1885

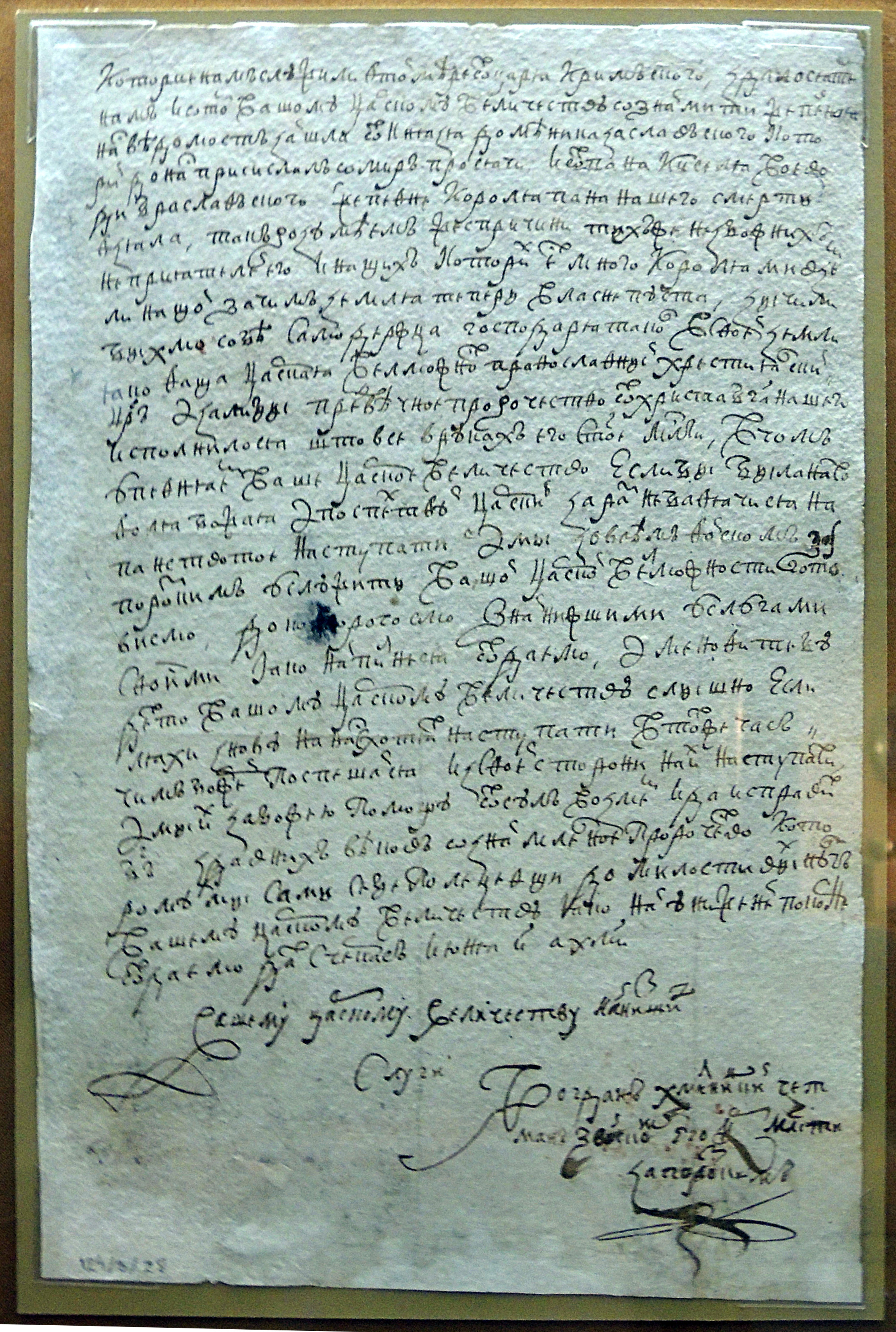
Лист Богдана Хмельницкого, посланный из Черкас царю Алексею Михайловичу,
с сообщением о победах над польским войском и желании запорожского казачества перейти под власть русского царя

Наяснийший, велможний и преславний цару московский, а нам велце милостивий пане и добродию.
Подобно с презреня божого тое ся стало, чого ми сами соби зичили и старалися о тое, абихмо часу теперишного могли чрез посланцов своих доброго здоровья вашей царской велможности
навидити и найнижший поклун свой отдати. Ажно Бог всемогущий здарив нам от твоего царского величества посланцув, хоч не до нас, до пана Киселя посланих в потребах его, которих товариши наши козаки в дорози натрафивши, до нас, до войска завернули.
Чрез которих радостно пришло нам твою царскую велможност видомим учинити оповоженю вири нашое старожитной греческой, за которую з давних часов и за волности свои криваве заслужоние, от королей давних надание помир[ем] и до тих час от безбожних ариян покою не маем.
[Тв]орець избавитель наш Исус Христос, ужаловавшис кривдубогих людей и кривавих слез сирот бидних, ласкою и милосердем своим святим оглянувшися на нас, подобно, пославши слово своё святое, ратовати нас рачил. Которую яму под нами били викопали, сами в ню ся обвалили, же дви войска з великими таборами их помог нам Господь Бог опановати и трох гетманов живцем взяти з иншими их санаторами: перший на Жёлтой Води, в полю посеред дороги запорозкои, комисар Шемберк и син пана краковского ни з одною душею не втекли. Потом сам гетман великий пан краковский из невинним добрим чоловиком паном Мартином Калиновским, гетманом полним коронним, под Корсуном городом попали обадва в неволю, и войско все их квартянное до щадку ест розбито; ми их не брали, але тие люди брали их, которие нам служили [в той м]ире от царя кримского. Здалося тем нам и о том вашому [царскому] величеству ознаймити, же певная нас видомост зайш[ла от] князя Доминика Заславского, которий до нас присилал о мир просячи, и от пана Киселя, воеводи браславского, же певне короля, пана нашего, смерть взяла, так розумием, же с причини тих же незбожних неприятелей это и наших, которих ест много королями в земли нашой, за чим земля тепер власне пуста. Зичили бихмо соби самодержца господаря такого в своей земли, яко ваша царская велможност православний хрестиянский цар, азали би предвичное пророчество от Христа Бога нашего исполнилося, што все в руках его святое милости. В чом упевняем ваше царское величество, если би била на то воля Божая, а поспех твуй царский зараз, не бавячися, на панство тое наступати, а ми зо всим Войском Запорозким услужить вашой царской велможности готовисмо, до которогосмо з найнижшими услугами своими яко найпилне ся отдаемо.
А меновите будет то вашому царскому величеству слишно, если ляхи знову на нас схотят наступати, в тот же час чим боржей поспешайся и з своей сторони на их наступати, а ми их за Божею помощу отсул возмем. И да исправит Бог з давних виков ознаймленное пророчество, которому ми сами себе полецевши, до милостивих нуг вашему царскому величеству, яко найуниженей, покорне отдаемо.
Дат с Черкас, июня 8, 1648.
Вашему царскому величеству найнизши слуги.
Богдан Хмельницкий, гетман з Войском его королевской милости Запорозким.
— Под стягом России: Сборник архивных документов. М., Русская книга, 1992.
В мае же Богдан писал королю польскому:

Найяснейший милостивый король, п(ан) наш милостивый. Согрешили мы, что взяли в плен гетманов (Н. Потоцкого и М. Калиновского — Ю. М.) и войско в(ашей) к(оролевской) м(илости), которое на нас наступало, согласно воле в(ашей) к(оролевской) м(илости), разгромили. Однако просим милосердия и, чтобы строгость гнева в(ашей) к(оролевской) м(илости) не привела нас к десперации, ожидаем теперь ответа и милосердия; верно возвратимся (назад), а сами на услуги в(ашей) к(оролевской) м(илости) съедемся.
Богдан Хмельницкий, войска в(ашей) к(оролевской) м(илости) Запорожского старший.
— Богдан Хмельницкий. Письмо Владиславу IV

### События конца 1648 года
Зная о разногласиях среди шляхты, Хмельницкий тем временем начал переговоры с польским правительством. К этому времени, однако, перевес получили сторонники беспощадного подавления восстания, и в Польше была спешно сформирована 40-тысячная армия, возглавленная магнатами Домиником Заславским, Николаем Остророгом и Александром Конецпольским. Иронизируя над изнеженностью Заславского, неопытностью молодого Конецпольского и учёностью Остророга, Богдан Хмельницкий называл этот польский «триумвират» — «перина, дитына и латына».
Именно эта армия встретилась с войском повстанцев у небольшого замка Пилявца близ р. Пилявка.
Сражение распалось на ряд схваток и длилось несколько дней. Решающей была битва 13 сентября 1648 года, которая закончилась полным разгромом польско-шляхетских войск. Повстанцы захватили богатые трофеи. Остатки неприятельских войск искали спасения в паническом бегстве («пилявчики», как презрительно прозвал народ бежавших с поля шляхтичей, преодолели за три дня бегства 300 вёрст).
В октябре и ноябре 1648 года Хмельницкий провёл осаду Львова и Замостья, с жителей которых собрал серьёзные контрибуции. После переговоров Хмельницкий снял осаду со Львова и осадил Замостье, которое обороняли остатки войск Иеремии Вишневецкого. У Хмельницкого было уставшее 30-тысячное, в ввиду приближающейся зимы Хмельницкий ограничился контрибуцией и снял осаду.
После победы под Пилявцами казацкие отряды во главе с полковником Бутом без боя взяли город Игумен. Рядом с ним разбили польский отряд. Внезапным ударом полковник Кривошапко взял Чериков. Оттуда он стал совершать набеги на окрестности Мстиславля. Пинский войт Лукаш Ельский с небольшим конным отрядом попробовал выбить повстанцев из Пинска, но неудачно. Однако вскоре под Пинск прибыли войска Януша Радзивилла во главе с Мирским. Атаковав город с двух направлений, они захватили улицы, но восставшие заперлись в домах и стали отстреливаться. Поляки подожгли дома. Так был взят Пинск. Далее князь Григорий Друцкий-Горский взял Чериков и вырезал горожан. Отряды Филона Гаркуши и Степана Пободайло осадили Быхов, но у них в тылу появились отряды Григория Друцкого-Горского, и они сняли осаду и отступили. В деревне Смолевичи вспыхнул бунт, но его подавили отряды Иоганна Доновая. Далее армия Януша Радзивилла перешла в контрнаступление. Отбила у восставших Брест, далее без боя заняла Туров, вырезала там все население и пошла на Мозырь. Город был окружён, вылазка повстанцев отбита. Далее город пережил несколько штурмов, а после пал. Затем был взят Бобруйск. После Богдан Хмельницкий заключил перемирие с властями Речи Посполитой.

## Второй этап

### Попытка переговоров
В начале декабря польским королём становится Ян Казимир. Узнав об этом, Богдан Хмельницкий 23 декабря торжественно вступает в Киев.
Понимая, что сейчас повстанцы имеют огромную силу и могут угрожать территориальной целостности Речи Посполитой, Богдан Хмельницкий посылает новому королю ультиматум. Он представлял собой ряд требований, среди которых основными были:
- ликвидация Брестской унии
- ограничение передвижений польских войск (не дальше Староконстантинова)
- запрет польским магнатам появляться восточнее и южнее Белой Церкви
- оставить Левобережье за казаками

Ян Казимир, естественно, на такие условия не согласился, но решил продолжить переговоры с повстанцами и в январе 1649 года отправил Хмельницкому посольство во главе с его близким знакомым Адамом Киселём. Однако Хмельницкий довольно холодно принял делегацию и до февраля переговоры так и не завершились. Стало ясно, что нового этапа войны не избежать, и стороны продолжили собирать новые военные силы. Здесь очень кстати для поляков пришлось завершение Тридцатилетней войны в Европе, так как большое количество наёмников осталось «без работы». Поэтому в 1649 году польское войско серьёзно укрепилось за счёт немецких, шведских и итальянских отрядов.

### Продолжение войны

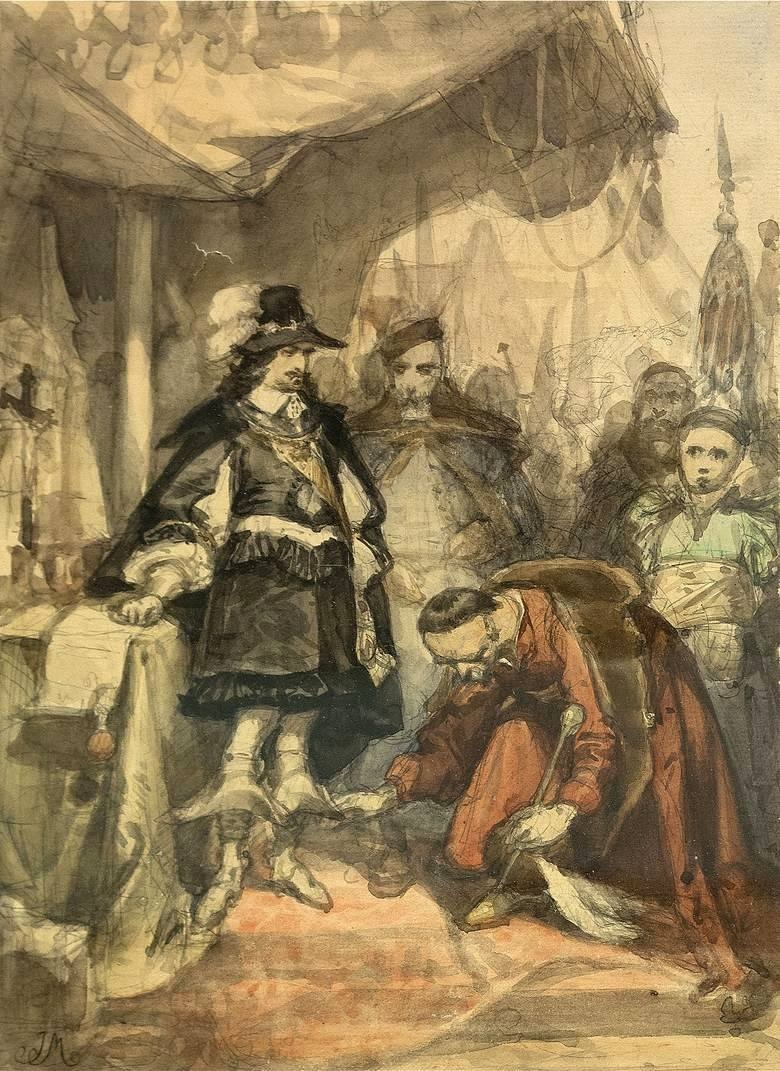
Присяга Богдана Хмельницкого под Зборовом. Рисунок Яна Матейко.

Поскольку Хмельницкий, как бунтовщик, был объявлен вне закона, переговоры от имени польского короля велись с крымским ханом Ислямом III Гиреем. Скоро были достигнуты договорённости: Речь Посполитая соглашалась с выпасом татарских табунов на нейтральной полосе между речками Ингул и Большая Высь. Кроме того, поляки обещали 200 тыс. талеров за отвод войск в Крым и дополнительно 200 тысяч талеров за снятие осады Збаража. Ханский визир, ведший переговоры, настаивал на признании поляками 40 тысяч реестрового списка Войска Запорожского.
Вечером 19 августа Хмельницкий согласился с условиями Зборовского мирного договора. Договор имел 17 пунктов. Казацкая автономия охватывала три воеводства — Киевское, Брацлавское, и Черниговское. Администрация этих воеводств назначалась из местной православной шляхты, все евреи и иезуиты должны были быть выселены. Объявлялась амнистия шляхте, крестьянам и мещанам, которые выступали против коронной армии. 23 сентября была снята осада Збаража.
Осенью 1649 года Хмельницкий занялся составлением казацкого реестра. Оказалось, что количество его войска превышало установленные договором 40 тысяч. Те, что не попали в реестр, вынуждены были снова жить не с грабежа, а работать. Это вызвало большое недовольство в народе. Волнения усилились, когда магнаты стали возвращаться в свои имения и требовать от крестьян повиновения. Крестьяне восставали против своих хозяев. Хмельницкий, демонстрируя выполнение Зборовского договора, рассылал универсалы, требуя от крестьян повиновения панам, угрожая ослушникам казнью. Многие землевладельцы, не особо рассчитывая на действие этих универсалов на неграмотное население, сами наводили порядок в своих владениях, порой жестоко наказывая зачинщиков мятежа. Ожесточение нарастало. Хмельницкий по жалобам помещиков вешал и сажал на кол виновных, и, вообще, старался не нарушать договор. Между тем, и с польской стороны Зборовский договор не всегда полностью выполнялся. Когда киевский митрополит Сильвестр Коссов отправился в Варшаву, чтобы принять участие в заседаниях сейма, католическое духовенство стало протестовать против его участия, и митрополит принуждён был уехать из Варшавы. Польские военачальники, не стесняясь, переходили черту, за которой начиналась территория, подконтрольная Хмельницкому. Потоцкий, например, незадолго перед тем освободившийся из татарского плена, расположился на Подолье и занялся истреблением повстанческих отрядов (так называемых «левенцов»). Когда в ноябре 1650 года в Варшаву приехали казацкие послы и потребовали уничтожения унии во всех подконтрольных им воеводствах и запрещения магнатам производить насилия над крестьянами, требования эти вызвали бурю на сейме. Несмотря на все усилия короля, Зборовский договор не был утверждён, шляхта решила продолжать войну с Казацкой автономией.
15-16 августа 1649 года был подписан Зборовский мир. Его статьи гласили:
- В составе Речи Посполитой образовывалась автономия — Гетманщина.
- Единственным правителем на территории Войска Запорожского признавался выборный гетман
- Верховным органом автономии признавалась Общеказацкая Рада
- Совещательным и исполнительным органом при гетмане признавалась Рада генеральной старшины
- Реестр был установлен в 40 тысяч сабель
- Столицей украинской автономии признавался город Чигирин
- Евреи не имеют права находиться на территории украинской автономии[14]
- Всем, кто не вошёл в реестр, предписано вернуться в прежнее социальное состояние.
- Всем участникам восстания объявлялась амнистия

## Берестецкая битва (1651)
В конце лета 1650 года вернулся из татарского плена Николай Потоцкий, который призвал к войне с казаками до тех пор, пока «вся земля не покраснеет от казацкой крови». Декабрьский сейм назначил всеобщую мобилизацию шляхты (посполитоё рушение) на 1651 год. Неприязненные действия начались с обеих сторон в феврале 1651 года на Подолье. Митрополит киевский Сильвестр Коссов, происходивший из шляхетского сословия, был против войны, но митрополит коринфский Иоасаф, приехавший из Греции, побуждал гетмана к войне и препоясал его мечом, освящённым на гробе Господнем в Иерусалиме. Прислал грамоту и константинопольский патриарх, одобрявший войну против врагов православия. Афонские монахи, ходившие по украинским землям, немало содействовали восстанию казачества.
Положение Хмельницкого было довольно затруднительное. Его популярность значительно упала. Народ был недоволен союзом гетмана с татарами, так как не доверял последним и много терпел от своеволия. Между тем Хмельницкий не считал возможным обойтись без помощи татар. Он отправил полковника Ждановича в Константинополь и склонил на свою сторону султана, который приказал крымскому хану всеми силами помогать Хмельницкому как вассалу турецкой империи. Татары повиновались, но эта помощь, как не добровольная, не могла быть прочной.
Весной 1651 года Хмельницкий двинулся к Збаражу и долго простоял там, поджидая крымского хана и тем давая полякам возможность собраться с силами. Только 8 июня хан соединился с казаками. У Хмельницкого было около 100 тыс. человек (40-50 тыс. казаков и остальная часть — ополчение). Татарская конница достигала 30-40 тыс. Коронная армия имела 40 тыс. бойцов регулярной армии, 40 тыс. жолнеров и 40 тыс. шляхетского ополчения (рушения). Предстояла крупнейшая битва. Армии сосредоточились вблизи местечка Берестечко (ныне город районного значения в Гороховском районе Волынской области).

19 июня 1651 года войска сошлись. На другой день поляки начали Берестецкое сражение. Дни боёв совпали с мусульманским праздником Курбан-Байрам, поэтому большие потери у татар (погиб постоянный союзник Хмельницкого Тугай-бей) были восприняты татарами как кара Божья. В начале третьего дня боёв под крымским ханом убило пушечным ядром коня, и орда после этого обратилась в бегство. Хмельницкий бросился за ханом, чтобы убедить его воротиться. Хан не только не вернулся, но и задержал у себя Хмельницкого и Выговского. На место Хмельницкого был назначен начальником полковник Джеджалий, долго отказывавшийся от этого звания, зная, как не любит Богдан Хмельницкий, когда кто-нибудь вместо него принимал на себя начальство. Джеджалий некоторое время отбивался от поляков, но, видя войско в крайнем затруднении, решился вступить в переговоры о перемирии. Король потребовал выдачи Б. Хмельницкого и И. Выговского и выдачи артиллерии, на что казаки по преданию ответили:
«Хмельницького і Виговського видати згодні, але гармати видати не можемо і якщо доведеться з ними на смерть стоятимемо».
Казаки, с другой стороны, знали, что Выговский и Хмельницкий у хана — поэтому это было скорее очередной хитростью, а не недовольством Хмельницким. Переговоры остались без успеха. Недовольное войско сменило Джеджалия и вручило начальство винницкому полковнику Ивану Богуну. Начали подозревать Хмельницкого в измене; коринфскому митрополиту Иоасафу нелегко было уверить казаков, что Хмельницкий ушёл для их же пользы и скоро вернётся. Лагерь казаков в это время был расположен возле реки Пляшевой; с трёх сторон он был укреплён окопами, а с четвёртой к нему примыкало непроходимое болото, через которое были сооружены мосты из подручного материала, по которым армия снабжалась водой и провиантом, также казаки водили на другую сторону на выпас коней и хоронили там погибших. Десять дней выдерживали здесь осаду казаки и мужественно отбивались от поляков. Поляки узнали о мостах через болото и польская кавалерия Конецпольского переправилась через реку ниже по течению для того, чтобы отрезать казацкую армию. Богун, когда узнал об этом, взял с собой 2 тысячи казаков и в ночь на 29 июня переправился на другой берег, чтобы их выбить. Богун оставил в лагере и пушки, и гетманские клейноды (включая печать) — отступать или бежать он не собирался. Поскольку рядовым казакам было непонятно, куда переправился Богун, в лагере возникла паника. Толпа в беспорядке бросилась на плотины; они не выдержали и в трясине погибло много людей. Для поляков эта паника была неожиданной и они поначалу боялись атаковать лагерь. Сообразив в чём дело, поляки бросились на казацкий табор и стали истреблять тех, кто не успел убежать и не потонул в болоте. Польское войско не сумело воспользоваться победой в полной мере — многие польские дворяне отказались преследовать казаков, опасаясь засады. Некоторые шляхтичи, у которых не было имений на Украине, покинули армию самовольно и не понесли наказания, создав в истории Речи Посполитой прецедент. Лишь малая часть войск (посполитого рушения) всё же двинулась на Украину, опустошая всё на пути и давая полную волю чувству мести.
В июле 1651 года польный гетман литовский Януш Радзивилл взял Киев и удерживал его около месяца. Несмотря на добровольную сдачу, Киев подвергся разграблению и на 80 % выгорел от пожаров.

### Белоцерковский мир
18 сентября 1651 года казаки вынуждены были заключить с Польшей Белоцерковский мир, который отменял условия мира в Зборове и вводил дополнительные условия, например, запрет для Хмельницкого международных переговоров. К этому времени, в конце июля, Хмельницкий, пробыв около месяца в плену у крымского хана, прибыл в местечко Паволочь. Сюда стали к нему сходиться полковники с остатками своих отрядов. Все были в унынии. Народ относился к Хмельницкому с крайним недоверием и всю вину за берестечское поражение сваливал на него. С другой стороны разброд в польской армии после победы позволил Хмельницкому в том же году остановить продвижение поляков под Белой Церковью и на следующий год взять полный реванш за поражение.
В это самое время Хмельницкому пришлось пережить тяжёлую семейную драму. Его жена Мотрона (Гелена Чаплинская) была заподозрена в супружеской неверности (была обнаружена недостача в казне и обвинили казначея в сговоре с Геленой), и сын гетмана Тимош, не любивший мачеху, без приказа гетмана распорядился повесить её вместе с её возможным любовником.

## Разгром поляков под Батогом (1652)
В конце апреля 1652 года в Чигирине прошёл тайный совет гетмана со старшиной, на котором было принято решение готовиться к военным действиям против Польши. По предварительной договорённости крымский хан прислал Хмельницкому татарские отряды. Поводом для начала военных действий стало нарушение молдавским господарем Василием Лупу союзного договора. Весной 1652 года отряд Тимофея Хмельницкого отправился в молдавские земли, чтобы заключить династический брак между Тимофеем Хмельницким и дочерью Василия Лупу Розандой и тем самым добиться выполнения условий запорожско-молдавского договора.
22 мая (1 июня) казацкие войска и крымскотатарские отряды переправились через Буг, незаметно подошли к польскому лагерю в урочище Батога между реками Буг и Соб. С северо-запада к лагерю подошёл передовой татарский полк, польская конница первой ударила по татарам. Поляки выбили татар с поля; потом подошли большие татарские силы и заставили поляков отступить к своим позициям. Кавалерийские действия продолжались в течение целого дня и прекратились лишь с наступлением темноты.
За ночь казаки сумели плотно окружить вражеский лагерь со всех сторон. Польские военачальники в это же время проводили военный совет. Наличие татар указывало на подход главных сил Богдана Хмельницкого. В таких условиях, генерал Зигмунд Пшиемский, командир артиллерии, предложил отступить коннице к Каменцу под прикрытием пехоты, но Калиновский отклонил его предложение, опасаясь неудовольствия польского короля Яна Казимира и решил всеми силами обороняться здесь. С запада подошли главные силы запорожского войска, и утром 23 мая (2 июня) начался генеральный штурм польского лагеря.
С юга атаковала татарская конница. Казацкое войско после многочасового упорного боя преодолело сопротивление противника и ворвалось в его лагерь. Зная результаты ночного совещания, многие поляки считали, что Калиновский лишил их шанса на спасение. Боевой дух конницы неимоверно упал. Отбив первую же атаку татар, большая часть гусар воспользовалась предоставленным им простором, чтобы вырваться из окружения. Заметив это, Мартин Калиновский приказал немецким пехотинцам открыть огонь по беглецам. Казацкая и татарская конница преследовала беглецов, уничтожала или брала их в плен. Из всех сторон шёл бой, продолжившийся и после наступления ночи. В темноте поляки окончательно потеряли ориентацию и не знали уже, кто, откуда атакует. Тимофей Хмельницкий приказал поджечь стога сена, чтобы осветить поле боя.
Овладев центром лагеря, казаки пошли на приступ редутов, где закрепились немецкие наёмники и до захода солнца захватили их. Полякам удалось продержаться дольше, но после прорыва их обороны казаками Ивана Богуна исход битвы был решён. Армия Речи Посполитой была разгромлена, сам Мартин Калиновский вместе с сыном Самуэлем Ежи погибли. Также погибли комендант немецкой пехоты Зигмунд Пшиемский, брат будущего короля Яна III Собеского Марек и другие шляхтичи. Польша потеряла убитыми 8000 отборных воинов, большинство из которых были убиты во время последующей за битвой массовой казни пленных. Спастись от погрома удалось не более 1500 польской конницы. Точные потери казаков и татар неизвестны, вряд ли они были больше тысячи.
После окончания битвы Богдан Хмельницкий выкупил у Нуреддин-султана за 50000 талеров всех пленных поляков и приказал их убить, объясняя такой поступок местью за проигранную Берестецкую битву. 3 и 4 июня казаки убили от 5 до 8 тысяч пленных (солдат и слуг), несмотря на протест татар и части казацкой старшины. В рамках массовой казни были зверски убиты многочисленные представители шляхты и аристократии. Пленников со связанными за спиной руками убивали по очереди путём обезглавливания или потрошения.

## Голод, эпидемии, казни
Результатами восстания и карательного похода поляков после Берестечка на восток (когда польская армия занималась большей частью наказанием мирного местного населения) стали огромные потери украинского населения. В 1650-х годах численность населения Украины стала меньше, чем в конце XVI века. Брацлавщина, Волынь и Галиция потеряла около 40-50 % населения. Большинство православного населения бежало в Молдову и Московское государство. Именно в это время были заселены окраины Московского Государства на левом берегу Днепра и которые позже стали называться Слободской Украиной. Хмельницкий безуспешно старался задержать эти переселения. Многие были пленены и проданы в рабство крымцами. В конце 1648 года число пленных было столь большим, что неслыханно упали цены: татары меняли шляхтича на коня, а еврея — на щепотку табака. Второй раз цены на рабов упали с осени 1654 по весну 1655 года. В это время орда выступила на стороне коронной армии и опустошила только на Подолье 270 сёл и местечек, спалила не меньше тысячи церквей, убила 10 тысяч детей. Осенью 1655 года шведская армия, двигаясь на Львов, выжгла вдоль дороги передвижения в полосе 30-60 км все сёла и местечки. Параллельно шёл корпус крымских, ногайских, белгородских и буджацких татар, который опустошил земли от Киева до Каменца-Подольского. Эти события принесли огромное горе простому народу на Руси.
На ранее цветущей Украине наступил голод. Москва, сочувствуя соплеменникам и единоверцам, летом отменила таможенные сборы на завоз хлеба на Украину (при этом заняв выжидательную позицию, не вмешиваясь в войну), а турецкий султан снял пошлины при торговле в османских портах. Однако, цены на хлеб поднялись так быстро, что вскоре населению нечем было платить. Уже в ноябре 1649 года казаки и мещане снова жаловались российским дипломатам, что они снова помирают от голода.
Восстание сопровождалось эпидемиями. От одной из них (чумы) умер знаменитый полковник Максим Кривонос. В 1650 году от Днестра до Днепра «люди падают, лежат как дрова», «не было милосердия между людьми», — свидетельствует Самовидец.
Раскручивалась спираль ненависти. Шляхта утверждала, что бунты начались из-за ненависти к католикам, полякам, польской власти, к самой католической вере и людям шляхетского происхождения. Подобным образом высказывались восставшие — они убивали из-за ненависти к неволе, от невозможности более терпеть польского владычества, месть за поругание православной веры Руси.
Карательный марш 8-тысячного отряда Яремы Вишневецкого по Полесью и Левобережью подлил масла в огонь. Поляки сажали бунтующих украинцев на кол, местные площади были уставлены висельницами, рубили руки, ноги, головы, выкалывали глаза всем подозреваемых в сочувствии к казакам. Князь полагал, что только так можно привести чернь в повиновение. Но действие всегда равно противодействию. Восставшие забивали жён, детей, разбивали поместья шляхты, сжигали костёлы, забивали ксендзов, замки, еврейские дворы. «Редко кто в той крови своих рук не умочил».

## Переяславская рада
Хмельницкий давно уже убедился, что Гетманщина не может бороться одними своими силами. Он завёл дипломатические отношения со Швецией, Османской империей и Русским Царством. Ещё 19 февраля (1 марта) 1651 года земский собор в Москве обсуждал вопрос о том, какой ответ дать Хмельницкому, который тогда уже просил царя принять его под свою власть и воссоединить все русские земли; но собор, по-видимому, не пришёл к определённому решению. До нас дошло только мнение духовенства, которое предоставляло окончательное решение воле царя. Царь Алексей Михайлович послал в Польшу боярина Репнина-Оболенского, обещая забыть некоторые нарушения со стороны поляков мирного договора, если Польша помирится с Богданом Хмельницким на началах Зборовского договора. Посольство это не имело успеха. Весной 1653 года польский отряд под начальством Чарнецкого стал опустошать Подолье. Хмельницкий в союзе с татарами двинулся против него и встретился с ним под местечком Жванцем, на берегу реки Днестра. Положение поляков вследствие холодов и недостатка продовольствия было тяжёлое; они принуждены были заключить довольно унизительный мир с крымским ханом, чтобы только разорвать союз его с Хмельницким. После этого татары с польского позволения стали опустошать Украину. При таких обстоятельствах Хмельницкий снова обратился в Москву и стал настойчиво просить царя о принятии его в подданство. 1 (11) октября 1653 года был созван Земский собор, на котором вопрос о принятии Богдана Хмельницкого с войском запорожским в московское подданство был решён в утвердительном смысле.
Боярин Бутурлин принимает присягу от гетмана Хмельницкого на подданство России. 8 (18) января 1654 года в Переяславле была собрана рада, на которой после речи Хмельницкого, указывавшего на необходимость для Украины выбрать кого-нибудь из четырёх государей: султана турецкого, хана крымского, короля польского или царя московского и отдаться в его подданство. Народ единодушно закричал: «Волим под царя московского, православного».
После присяги Хмельницкого и старшин, вручая гетману царский флаг, булаву и символическую одежду, Василий Бутурлин произнёс речь. Он указывал на происхождение власти царей от власти святого Владимира; представлял Киев как бывшую царскую/княжескую столицу; подчёркивал покровительство и протекцию со стороны царя Войску Запорожскому.

Передавая гетману одежду (ферезию), Бутурлин отмечал символизм этой части царского пожалования:
В знамение таковыя своея царские милости тебе одежду сию даруєт, сею показу я, яко всегда непременною своєю государскою милостию тебе же и всех православних под его пресветлую царскую державу подкланяющихся изволи покрывати.

— 
Богдан Хмельницкий и Царь Алексей Михайлович Романов никогда лично не встречались.

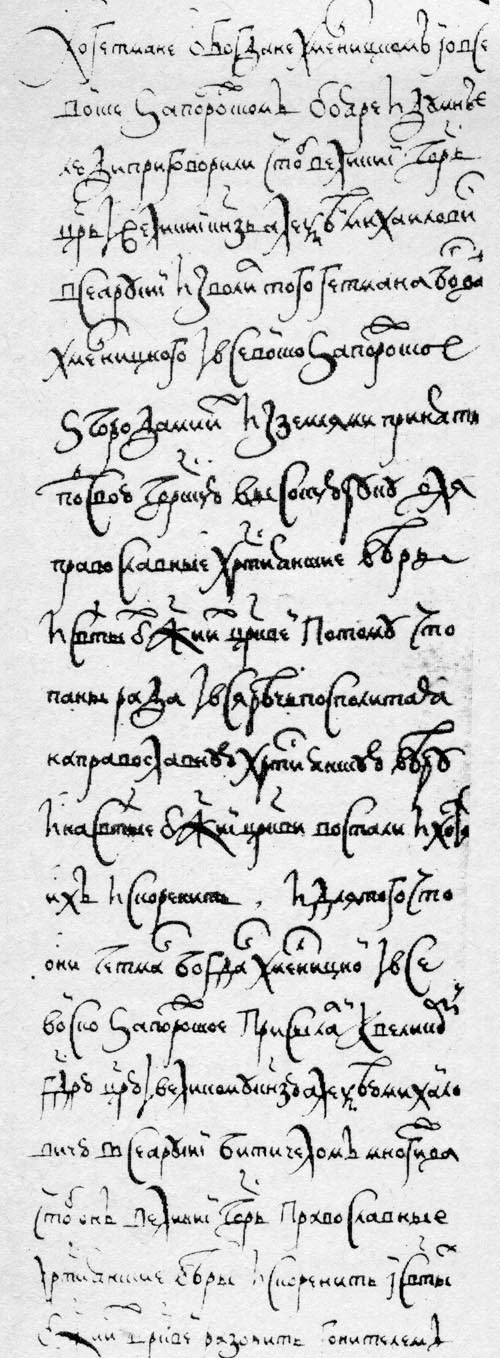
Решение Земского собора 1653 года

<…>А о гетмане о Богдане Хмельницком и о всем Войске Запорожском бояре и думные люди приговорили, чтоб великий государь царь и великий князь Алексей Михайлович всеа Русии изволил того гетмана Богтана Хмельницкого и все Войско Запорожское з городами их и з землями принять под свою государскую высокую руку для православные християнские веры и святых божиих церквей, потому что паны рада и вся Речь Посполигая на православную християнскую веру и на святые божий церкви восстали и хотят их искоренить, и для того, что они, гетман Богдан Хмельницкой и все Войско Запорожское, присылали к великому государю царю и великому князю Алексею Михайловичю веса Русии бити челом многижда, чтоб он, великий государь, православные християнские веры искоренить и святых божиих церквей разорить гонителем их и клятвопреступником не дал и над ними умилосердился, велел их принята под свою государскую высокую руку. А будет государь их не пожалует, под свою государскую высокую руку принята не изволит, и великий бы государь для православные християнские веры и святых божиих церквей в них вступился, велел их помирит через своих великих послов, чтоб им тот мир был надежен.
И по государеву указу, а по их челобитью государевы великие послы в от-ветех паном раде говорили, чтоб король и паны рада междоусобье успокоили, и с черкасы помирились, и православную християнскую веру не гонили, и церквей божиих не отнимали, и неволи им ни в чём не чинили, а ученили б мир по Зборовскому договору.
А великий государь его царское величество для православные християнские веры Яну Казимеру королю такую поступку учинит: тем людем, которые в его государском имянованье в прописках объявились, те их вины велит им отдать. И Ян Казимер король и паны рада и то дело поставили ни во что и в миру с черкасы отказали. Да и потому доведетца их принять: в присяге Яна Казимера короля написано, что ему в вере християнской остеретата и защищати, и никакими мерами для веры самому не теснити, и никого на то не попущати. А будет он тое своей присяги не здержит, и он подданных своих от всякия верности и послушанья чинит свободными.
И он, Ян Казимер, тое своей присяги не здвржал, и на православную християнскую веру греческого закона востал, и церкви божий многие разорил, а в-ыных униею учинил. И чтоб их не отпустить в подданство турскому салтану или крымскому хану, потому что они стали ныне присягою королевскою вольные люди.
И по тому по всему приговорили: гетмана Богдана Хмельницкого и все Войско Запорожское з городами и з землями принять…
— Российское законодательство X-XX вв.: в 9 т.
Т.3. Акты Земских соборов. М., Юридическая литература, 1985.

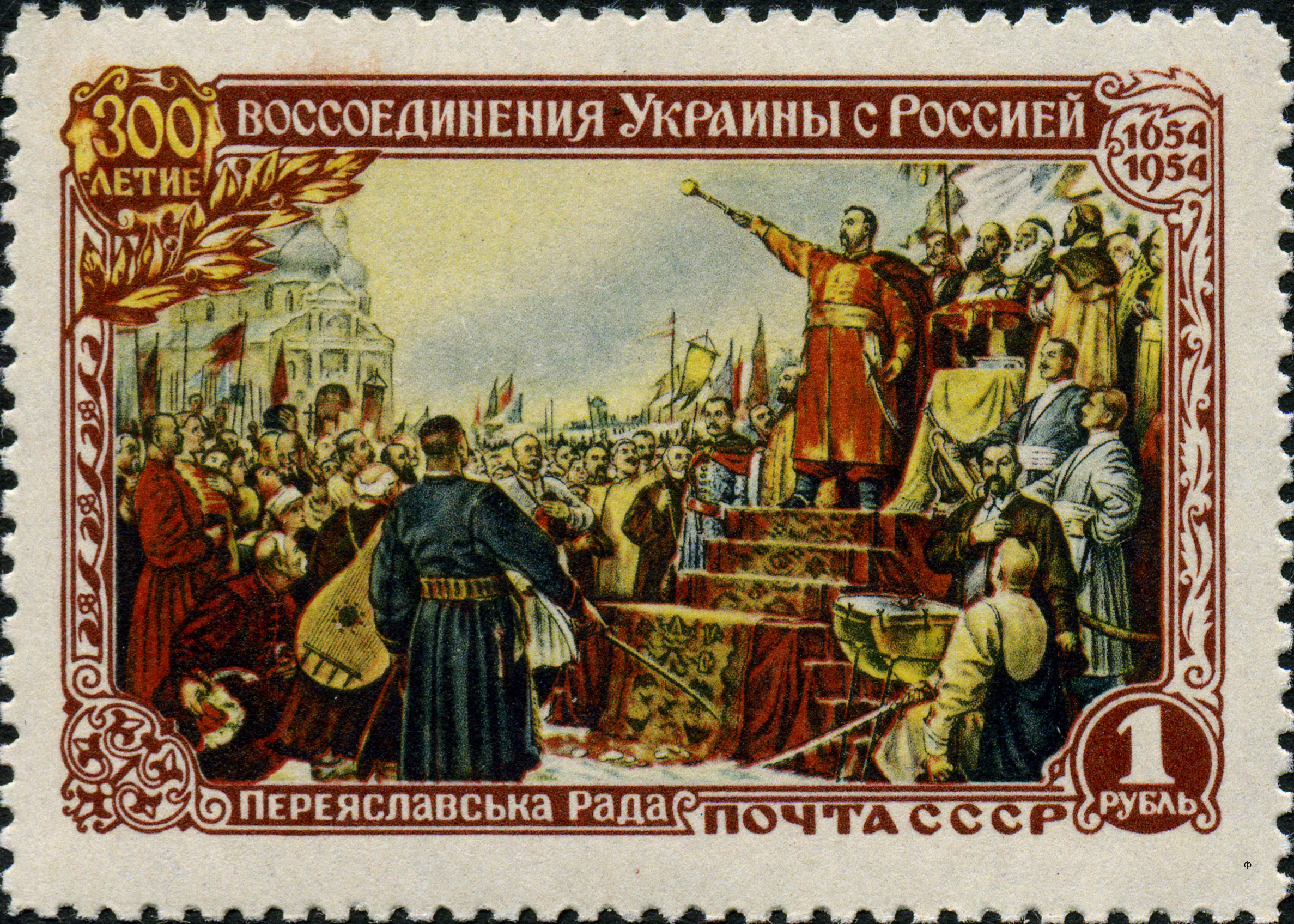
Сцена Переяславской рады на почтовой марке, посвящённой 300-летию Воссоединения Украины с Россией

19 декабря в Запорожье прибыл русский посол Василий Бутурлин с решением Земского Собора о принятии в подданство России гетмана Богдана Хмельницкого и всего Войска Запорожского с городами и с землями. 8 января была созвана Переяславская рада, после которой казаки принесли присягу царю. От лица царя гетману была вручена грамота и знаки гетманской власти: хоругвь, булава и шапка.

## Четвёртый этап войны

### Русско-польская война

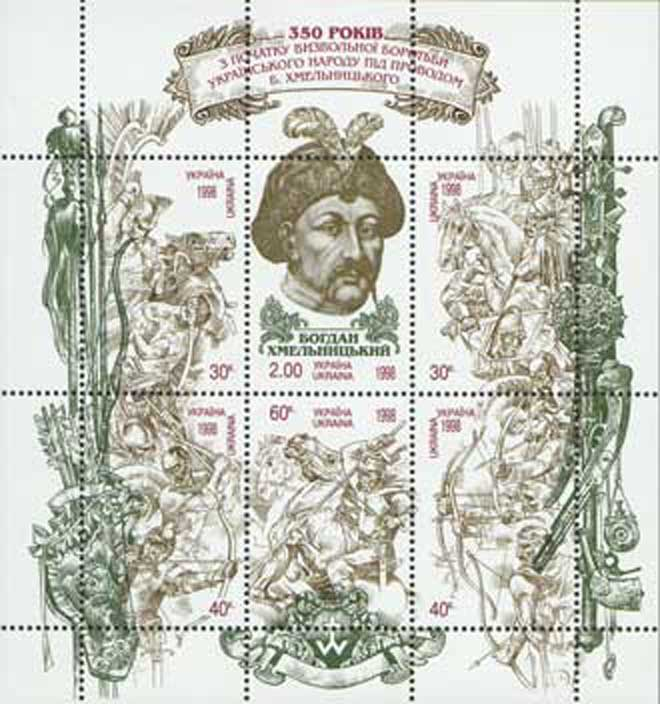
Почтовый блок Украины 1998 года в честь 350-летия с начала освободительной войны украинского народа (1648—1676)

Вслед за присоединением Гетманщины началась война России с Польшей. Весной 1654 года царь Алексей Михайлович вторгся на восток Польши. Союз Гетманщины с Московским царством вызвал союз Крымского ханства с Речью Посполитой. Объединённые казацко-российские войска перешли в наступление против Речи Посполитой и достигли немалых успехов. Главные бои тогда шли на Правобережье, Беларуси и Западной Украине. Летом 1654 московское войско (25000) и 20000 казаков под руководством Ивана Золотаренко повели наступление на Беларусь и заняли Смоленск. Между тем поляки осенью 1654 вступили на Брацлавщину, а 20 января 1655 осадили Умань. Хмельницкий и московский полководец Василий Шереметьев, во главе 70 тыс. войска, пошёл навстречу врагу, и 29 января 1655 состоялся тяжёлый, но не решающий, бой у Охматова.
1655 оказался в общем благоприятным для Хмельницкого. Это было вызвано факторами внешнеполитическими. Именно в этом году Речь Посполитая оказалась на грани краха. На территории Великого княжества Литовского продолжили наступление московские и казацкие войска. Последние под руководством Ивана Золотаренко летом взяли Свислочь и Минск. А осенью, объединившись с русскими, захватили Вильно и Гродно. Большая часть Литвы, собственно Беларуси, оказалась под властью Москвы.

### Вторжение шведов в Речь Посполитую
Ослаблением Польши решил воспользоваться шведский король Карл X Густав. Швеция, находящаяся на волне общего подъёма своего могущества в Северной Европе и стремящаяся превратить Балтийское море в своё «внутреннее озеро», в июле 1655 года объявила войну Речи Посполитой. Ещё до вторжения шведов в Речь Посполитую, в мае 1655 года, шведский король наладил дипломатические отношения с Хмельницким, который охотно пошёл на это. В то же время многие польские магнаты, а затем и литовские, начали тайные переговоры со Стокгольмом об избрании Карла X Густава на польский трон. Это позволило ему рассчитывать на скорую победу и политическую поддержку в Польше. Не последнюю роль в этом играл известный политик-авантюрист Иероним Радзиевский, который в то время оказался на службе у шведского короля. Радзиевский давно контактировал с Хмельницким. Ему несложно было найти общий язык с казацким гетманом. Тогда же удалось Хмельницком установить дружеские контакты с семиградским правителем Юрием Ракоци (1621—1660) и бранденбургским курфюрстом Фридрихом-Вильгельмом (1620—1688). Поводом для начала войны стало то, что польский король Ян II Казимир начал заявлять права на престол Швеции.
Кампания сперва развивалась успешно для Карла Густава. Шведские войска, двигаясь с севера на юг, так быстро взяли Варшаву, Краков и ряд других более мелких польских городов, что в историю эти события вошли как «шведский потоп» или просто «Потоп». Большинство видных польских и литовских магнатов признали над собой власть шведского короля. А деморализованные войска отказывались воевать с завоевателями.
Согласно достигнутым договорённостям, казацкая армия под предводительством Хмельницкого и вспомогательный московский корпус Василия Бутурлина, в конце сентября осадили Львов. Во время осады возникли противоречия между союзниками по вопросу о том, кому должен принадлежать захваченный город. Хмельницкий считал, что Львов — казацкий город, поэтому он должен войти в состав Гетманщины. Однако на Львов претендовали шведы, а русские пытались местное население в Галиции заставить присягнуть царю. Осада Львова продолжалась до начала ноября. В то время в тылу казацкой армии появились татары. Гетман, взяв с львовян контрибуцию в размере 60 тыс. злотых, пошёл воевать с татарами. Состоялось несколько боев. В этой ситуации хан Махмед-Гирей, который потерял своего союзника, польского короля, решил, что не стоит испытывать судьбу и лучше объясниться с Хмельницким.
К концу 1655 года положение Речи Посполитой было катастрофическим. Почти вся страна была захвачена, а король Ян Казимир проиграл решающее сражение и сбежал в Священную Римскую империю. Полякам противостояли профессиональные шведские военачальники недавно закончившейся Тридцатилетней войны, а с востока вели успешное наступление московские и казацкие войска.

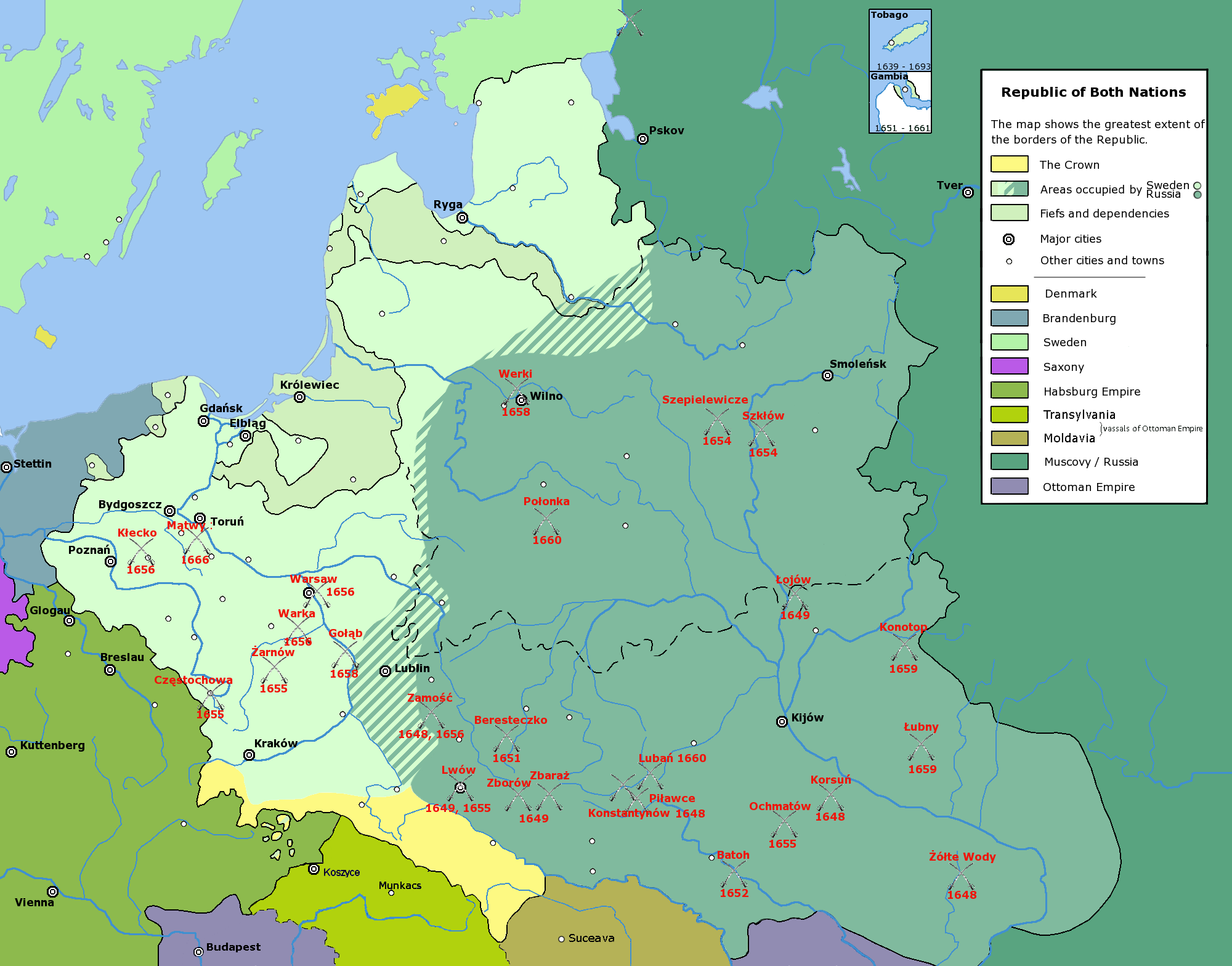
Территория Польши, оккупированная шведскими (западная и северная часть Речи Посполитой) и русско-казацкими (восточная и южная часть Речи Посполитой) войсками в конце 1655 года, жёлтым показана неоккупированная часть территории Речи Посполитой

### Русско-польский союз против Швеции
Однако, в 1656 году события на восточной границе неожиданно стали развиваться в благоприятном для Польши направлении. Русские, наблюдая за успехами Швеции, были очень обеспокоены, поскольку царь Алексей Михайлович претендовал на польские прибалтийские провинции, уже захваченные в то время шведами, плюс ко всему великий гетман Литовский Януш Радзивилл в октябре 1655 года заключил с Карлом Х Густавом Кейданский договор, по которому признал власть Швеции над Великим княжеством Литовским. Этим были сведены на нет все военные успехи русско-казацких сил в Великом княжестве Литовском, что неизбежно втягивало Русское царство в конфликт со Швецией. Ввиду реальной опасности столкновения с объединёнными литовско-шведскими войсками, царь Алексей Михайлович решил нанести упреждающий удар по шведам. 20 мая 1656 года Россия объявила войну Швеции, таким образом автоматически став союзником Речи Посполитой. 3 ноября того же года Москва заключила с поляками Виленское перемирие и страны полностью становились союзниками. На переговоры по заключению мира не была допущена казацкая делегация.
Война Москвы со Швецией велась с переменным успехом, а возобновление Польшей военных действий в июне 1658 года заставило подписать перемирие сроком на три года, по которому Россия удержала часть завоёванной Ливонии (с Дерптом и Мариенбургом).

### Кампания Раднотской коалиции и смерть Хмельницкого
Виленский мир вызвал возмущение Богдана Хмельницкого. Недовольный перемирием Варшавы и Москвы, гетман повёл собственную войну против Польши. В декабре 1656 года Хмельницкий заключил Раднотский договор со шведским королём Карлом X, курфюрстом Бранденбурга Фридрихом Вильгельмом и трансильванским князем Дьёрдем Ракоци. Согласно этому договору, Речь Посполитая должна была исчезнуть с политической карты Европы и подвергнуться разделу между союзниками. Дьёрдь II Ракоци должен был получить южные польские территории, преимущественно Малопольшу (включая Краков), должен был получить титул короля Речи Посполитой, Карл X Густав — Королевскую Пруссию, Куявы, северную Мазовию, Жемайтию, Курляндию и Инфланты, Фридрих-Вильгельм — Великопольшу, Богуслав Радзивилл — Новогродщину (ныне Беларусь), а Богдан Хмельницкий — юго-восточные части Коронных земель Польши. Хмельницкий отправил на помощь шведам 10-тысячный казацкий экспедиционный корпус под командованием полковника Антона Ждановича. Хмельницкий послал на помощь союзникам против Польши 12 тысяч казаков. Сам Хмельницкий должен был получить титул «дидычного князя».
В январе 1657 объединённое казацко-трансильванское войско, во главе с князем Дьёрдем II Ракоци и полковником Антоном Ждановичем атаковало Речь Посполитую с юга и наступая на северо-запад, в середине апреля объединилось со шведами. Войска союзников провели довольно успешную кампанию: они захватили Галичину и значительную часть польского государства вместе с Краковом и Варшавой. Однако летом того же года всё изменилось для них в худшую сторону, поскольку в войну на стороне Польши вступил император Священной Римской империи Леопольд I, и австрийские войска вошли на территорию Речи Посполитой. Также войну против Швеции начала Дания, которая вознамерилась вернуть утраченные 12 лет назад земли и Карлу X Густаву, пришлось вывести большую часть своих войск из Польши и двинуть их на новых противников, ничего не сообщив своим союзникам о своих планах. Ракоци оказался неспособным полководцем и политиком. Он так и не завладел польским престолом. Тогдашний король Ян Казимир сумел сохранить трон, а со временем восстановить контроль над своими владениями.
Военные поражения стали тяжёлым психологическим ударом для Хмельницкого и способствовали его преждевременной смерти. После неудачной битвы под Магеровом корпус Ждановича самовольно оставил Ракоци, казаки отказались принимать дальнейшее участие в походе. Это стало результатом, в частности, миссии русского посланника Ивана Желябужского, убеждавшего казаков прекратить участие в кампании, противоречившей интересам царя. Запорожцы разошлись по домам, а войска Ракоци, отступая в Трансильванию, под Скалатом попали под удар крымской орды, а сам князь чудом выжил, прорвался и вернулся домой.
После смерти Хмельницкого новый гетман Иван Выговский разорвал окончательно отношения с Россией. Преемник Хмельницкого также поддерживал союзнические отношения с Карлом Х Густавом. Он подписал в октябре 1657 со шведским королём союзнический договор в Корсуне. По условиям договора, шведский король Карл Х Густав обязывался добиваться признания Речью Посполитой независимости Гетманщины, а западноукраинские земли, которые находились под властью Речи Посполитой, должны были войти в состав Гетманщины. Однако начало военных действий между Швецией и Данией в августе 1658 года и сложная внутриполитическая ситуация не позволили реализовать условия Корсуньского договора. В итоге Выговский разорвал Переяславский договор и в сентябре 1658 подписал Гадячский трактат с Польшей о возвращении Запорожского казачества под власть польской короны. Последним ударом для Речи Посполитой стала война с Русским царством за украинские земли в 1658—1667 годах. Королевское войско, усиленное татарскими отрядами, получило несколько блистательных побед, но в дальнейшем были полностью парализованы бездеятельностью неоплачиваемого войска, состоявшего из представителей шляхты, и не очень поддерживающего политику Яна Казимира. Истерзанная длительной войной, опасающаяся нападения со стороны Османской империи, Польша подписала с Россией в 1667 году Андрусовское перемирие, потеряв при этом все земли нынешней Восточной Украины.

## Массовое уничтожение евреев и поляков

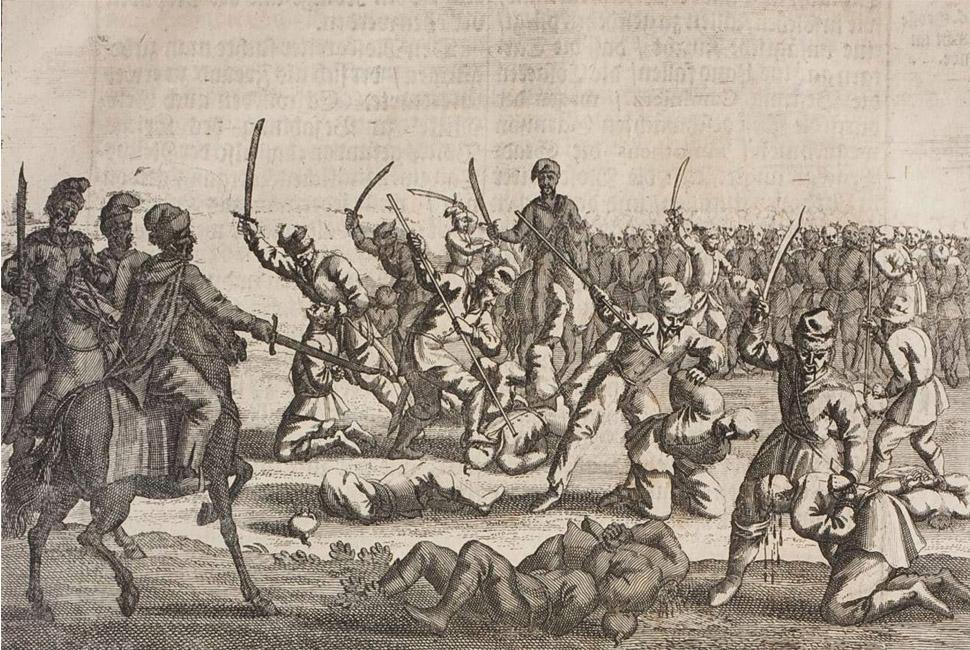
Резня пленников после битвы под Батогом в 1652 году

Восстание сопровождалось актами изощрённой жестокости в отношении жителей захваченных городов. Особая ненависть восставших была направлена на католических священников, монахов и евреев, которые обычно истреблялись поголовно. Часто то же происходило и с горожанами-поляками. В избиении евреев казачьим войском Хмельницкого участвовало большое число представителей низового православного клира.
Современники событий, в частности, Натан Ганновер, упоминали о существовании манифестов Хмельницкого, в которых содержались призывы к уничтожению поляков и евреев. Против последних эти послания выдвигали развёрнутые обвинения. Причинами уничтожения евреев стали как социальное противостояние и религиозная вражда, так и некоторые личные счёты Хмельницкого. Евреи подвергались нападениям со стороны восставших как союзники поляков, поскольку они часто служили управляющими имениями польской аристократии.
Войны, которые начались с казацкого восстания 1648 года, продолжались в течение почти 20 лет (в польской традиции этот период называется «Потоп»), основные потери еврейскому населению Украины были нанесены в первые месяцы военных действий — весной и летом 1648 года. Особый резонанс в еврейской среде вызвало уничтожение евреев Немирова и Тульчина в июне 1648 года. Еврейский летописец Натан Ганновер свидетельствовал: «С одних казаки сдирали кожу заживо, а тело кидали собакам; другим наносили тяжёлые раны, но не добивали, а бросали их на улицу, чтобы медленно умирали; многих же закапывали живьём. Грудных младенцев резали на руках матерей, а многих рубили на куски, как рыбу. Беременным женщинам распарывали животы, вынимали плод и хлестали им по лицу матери, а иным в распоротый живот зашивали живую кошку и обрубали несчастным руки, чтобы они не могли вытащить кошку. Иных детей прокалывали пикой, жарили на огне и подносили матерям, чтобы они отведали их мяса. Иногда сваливали кучи еврейских детей и делали из них переправы через речки…». Современные историки ставят под сомнение некоторые аспекты хроники Ганновера, как и любой хроники данной эпохи; однако общая реальность указанных событий возражений не вызывает.

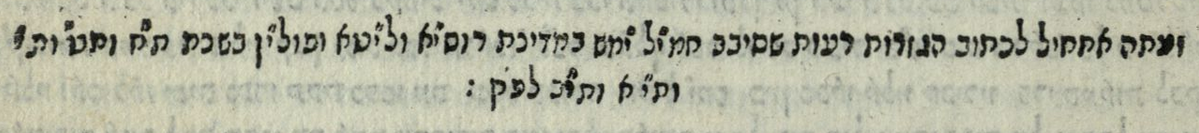
Первое издание книги Натана Ганновера «Пучина бездонная» (1653): «Я пишу о злых указах Хмиля, да будет стёрто его имя…»

После уничтожения евреев во время восстания Хмельницкого (1648—1654) в Левобережной Украине, которая отошла по Андрусовскому договору 1667 года к Российскому царству, почти не оставалось еврейского населения. К концу XVII — началу XVIII века здесь проживало лишь несколько евреев, бывших нелегальными иммигрантами из Польши и Правобережной Украины.
Точное число жертв неизвестно и, скорее всего, так и не будет достоверно установлено. Тем не менее, практически все источники соглашаются с фактом тотального исчезновения еврейских общин на территории, охваченной восстанием. В XIX веке еврейские историки и вслед за ними другие, восприняли утверждение о количестве убитых евреев согласно свидетелю событий Натану Ганновером, который писал о сотнях тысяч. В XX веке исследователи начали делать уточнения, основанные, в том числе на демографических оценках. Историки Шмуэль Эттингер и Бернард Вейнриб, опираясь на широкий корпус доступных источников, определили приблизительное число жертв. Вейнриб считает, что еврейские потери не достигли ужасающих цифр, присущих преданиям о погромах времён Хмельницкого, но по его мнению процент жертв среди евреев был значительно выше, чем среди других категорий населения. По оценке Вейнриба, на всей территории Речи Посполитой, которая была охвачена восстаниями и войнами, в период 1648—1667 годов погибло, умерло от эпидемий и голода 40-50 тысяч евреев, что составило 20-25 % еврейского населения страны по максимальным оценкам. Ещё 5-10 тысяч евреев бежали или не вернулись из плена. По данным Шмуэля Эттингера, на территории Украины до восстания Богдана Хмельницкого проживала 51 тысяча евреев. Из этого 30-35 тысяч, то есть около 2/3, погибли или навсегда покинули эту территорию.
Еврейское народное сознание отразило хмельнитчину, в том числе 1648 год, когда истребление евреев было особенно масштабно и неожиданно, как гзерот тах (Господни кары 5408) — эпоху зверской жестокости и бед. Раввины и значительная часть еврейского мира усматривали в этих событиях признак скорого прихода Мессии, что создало благоприятные условия для появления и распространения саббатианства. В рамках еврейского фольклора, литературы и историографии «Хмель-злодей» — одна из наиболее одиозных и зловещих фигур. Традиционные еврейские комментарии помещали эту фигуру в ряды Амалека и Амана — символов абсолютного зла и безграничной, иррациональной ненависти к евреям.
На территории восстания была сосредоточена наиболее многочисленная и образованная община мирового еврейства. Истребление значительной части еврейского населения страны оказало глубокое влияние на весь еврейский мир. Субтельный писал: «по сей день восстание Хмельницкого евреи считают одним из самых травмирующих событий в своей истории».
Мифологизированное наследие хмельнитчины в дальнейшем спровоцировало ряд жестоких расправ над евреями в украинской истории. Согласно Электронной еврейской энциклопедии, это наследие «на века омрачило отношения украинцев и евреев. Только с провозглашением Государства Израиль (1948) и обретением Украиной независимости (1991) отношения двух народов вступили в период нормализации».
Убийства евреев в ходе восстания Хмельницкого, каково бы ни было их фактическое число, слабо освещены в исторических нарративах, впоследствии написанных украинцами, поляками и русскими.

## Хронология
- 1647 — чигиринский подстароста Даниил Чаплинский отобрал у Хмельницкого земли, жену и, по некоторым свидетельствам, убил сына.
- Январь 1648 — Богдан Хмельницкий пробрался на Запорожскую Сечь.
  - 30 января — был избран гетманом Войска Запорожского.
  - приток добровольцев со всей Украины, для которых Хмельницкий устраивает курсы военной подготовки для будущего выступления.
- Февраль 1648 — договор с Крымским ханством о военном союзе против Польши. Крымский хан Ислам-Гирей предоставляет Хмельницкому конницу во главе с Туган-беем.
- 6 мая 1648 — битва под Жёлтыми Водами. Первая крупная победа повстанцев.
- 20 мая 1648 — умер польский король Владислав IV.
- 26 мая 1648 — Битва под Корсунем (на Гороховой Дубраве). В результате битвы двадцатитысячное польское войско уничтожено, а Потоцкий и Калиновский, возглавлявшие его, — взяты в татарский плен.
- 8 июня 1648 — Хмельницкий сообщает русскому царю о восстании, смерти короля и предлагает принять казаков в русское подданство.
- Весна-лето 1648 — казацко-крестьянские погромы: уничтожение имений, земель, массовые убийства поляков и евреев.
- 11-13 сентября 1648 — битва под Пилявцами. Ещё одна крупная победа восстания.
- Сентябрь-октябрь 1648 — осада Львова казаками.
- Ноябрь 1648 — начало осады Замостья. В Польше королём стал Ян Казимир.
- Декабрь 1648 — требования Хмельницкого к Яну Казимиру:
- Январь 1649 — посольство от Яна Казимира во главе с Адамом Киселём. Переговоры не были завершены до февраля и война продолжилась.
- Январь-май 1649 — подготовка к следующему этапу войны.
- 31 мая 1649 — польское войско пересекает Староконстантинов. Поляки скрываются в городе Збараж.
- 27 июля 1649 — казаки предприняли первую попытку взять Збараж. Попытка провалилась.
- 5 августа 1649 — битва под Зборовом.
- 8 августа 1649 — подписание Зборовского мира. Образование Гетманщины
- 1650 год — на протяжении всего года и Польша, и Гетманщина готовятся к очередному этапу войны.
  - Декабрь — польский сейм принимает решение совершить новый карательный поход против повстанцев.
- Январь-февраль 1651 — польское войско двинулось на Брацлавщину, затем к Виннице.
- 18 июня 1651 — Берестецкая битва.
- Лето 1651 — ряд крупных неудач казацкого войска.
- Начало сентября 1651 — объединённое польское войско останавливается близ казацкого лагеря и ставки Хмельницкого.
- 18 сентября 1651 — подписание Белоцерковского мира
- Апрель 1652 — на тайном совете казацкой старшины решено возобновить войну.
- 23 мая 1652 — битва под Батогом.
- Осень 1653 — битва под Жванцем.
- 6 декабря 1653 — подписание Каменецкого договора.
- В 1653 году Богдан Хмельницкий снова обращается к русскому царю за протекторатом.
- 31 декабря 1653 — прибытие в Переясляв посольства во главе с Бутурлиным.
- 8 января 1654 — созыв Переяславской рады
- Март 1654 — Мартовские статьи. Фактическое завершение войны.

## Результат войны
Результатом войны стал добровольный переход земель Войска Запорожского в подданство Российскому государству. По мере того, как Речь Посполитая становилась все более слабой, казаки все больше и больше интегрировались в Российское государство, а их автономия и привилегии ограничивались и были окончательно отменены после Северной войны (1700—1721), в которой гетман Иван Мазепа встал на сторону Швеции.

## Влияние и оценки

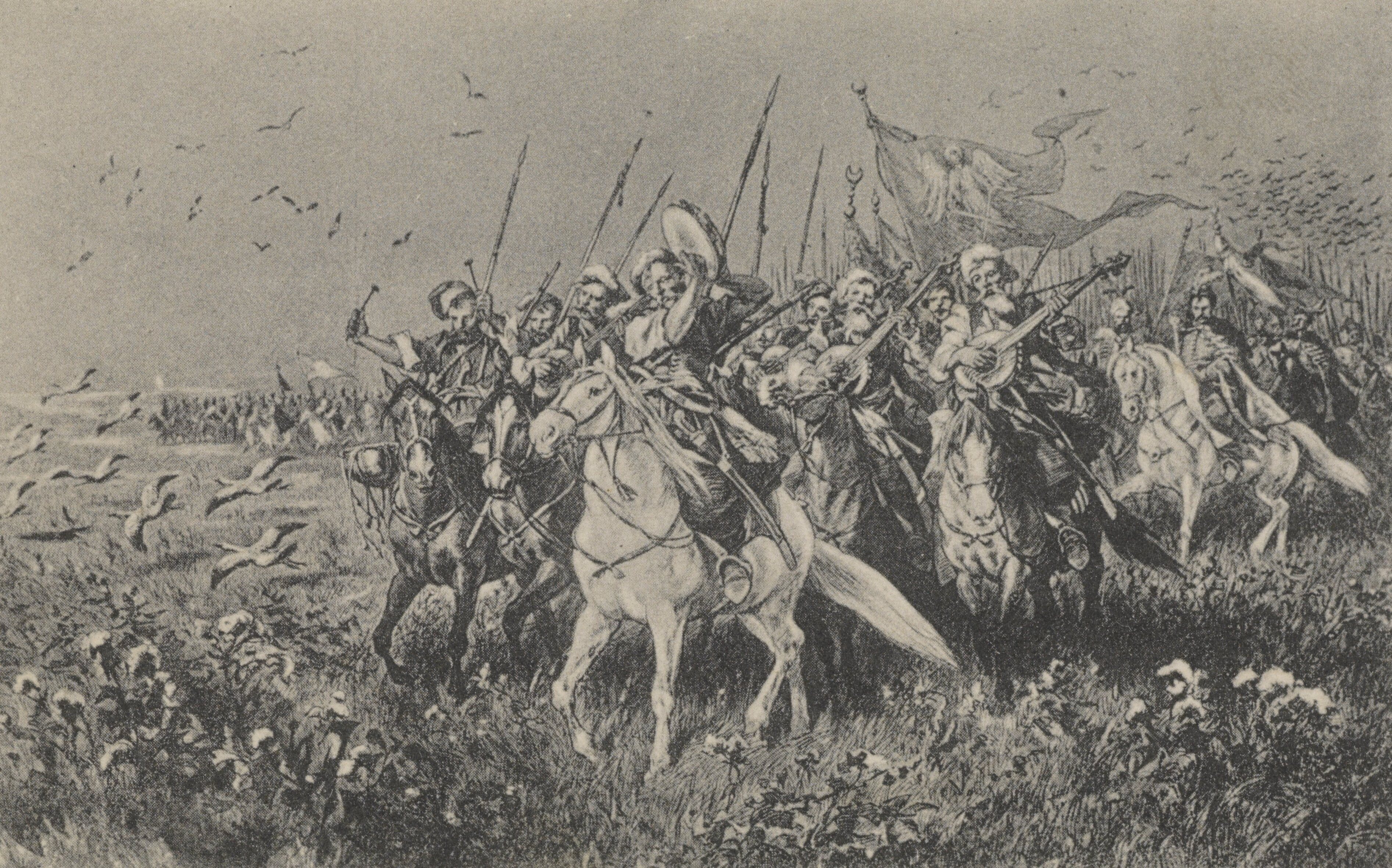
Поход Хмельницкого, иллюстрация к историческому роману «Огнём и мечом» Генрика Сенкевича, художник Юлиуш Коссак

Через некоторое время после восстания в украинском фольклоре возникли эпические произведения («думы»), которые демонизируют роль евреев в социальной жизни предыдущей эпохи. Например, рассказывается о еврее, насильственно загоняющим казака в шинок или берущим с православных плату за отправление обрядов в церкви. Эти сюжеты не соответствовали реальности. Идеологи украинского национального движения, сочинения ряда украинских писателей и историков (Николай Гоголь, Николай Костомаров и Тарас Шевченко) этим фольклорным мотивам было придано значение бесспорных реалий. Однако украинский историк Михаил Грушевский, а также украинский писатель и филолог Иван Франко отнесли возникновение «дум» к периоду XVIII века.
События войны, начатой восстанием Хмельницкого, стали основой для формирования украинской национальной мифологии, которая значительно позже была идеологически сформулирована в «Истории русов» неизвестного автора, написанной в конце XVIII века и впервые опубликованной в 1846 году. На содержание мифа наложила отпечаток личность Богдана Хмельницкого как беспощадного правителя, успешного дипломата и полководца.
Летопись Самовидца, повествуя о результатах Переяславской рады, подчёркивает всенародную поддержку присяги.
В украинской историографии восстание Хмельницкого называется Национальной революцией или Национально-освободительной войной.
Современный украинский историк Наталья Яковенко характеризует восстание 1648 года и последующую войну как «всенародную войну — казацкую революцию», смыслом которой были социальные притязания казачества, стремившегося стать легитимным социальным сословием в Речи Посполитой. Яковенко выступает против трактовки войны как «национально-освободительной» поскольку война происходила до возникновения наций.
Французский историк и секретарь Французской академии Элен Каррер д’Анкосс считает, что в 1654 году речь шла именно о воссоединении России и Украины, а не об аннексии. Это стало результатом религиозного, политического и национального кризиса, начавшегося на Украине полувеком раньше. Овладение Украиной означало сближение России с Европой, оно привело к появлению в Москве «более западных, более образованных элит, чем доморощенные правящие круги». И наконец д’Анкосс отмечает: «Объединение Украины с Россией — это один из главных успехов времён становления империи».

## Кинематограф
- 1941 — «Богдан Хмельницкий», исторический чёрно-белый художественный фильм режиссёра Игоря Савченко.
- 1956 — «Триста лет тому…», исторический художественный фильм режиссёра Владимира Петрова.
- 1999 — «Огнём и мечом», исторический польский мини-сериал из 4-х серий режиссёра Ежи Гофмана.